# Evangelische Kirche (Gollmuthhausen)

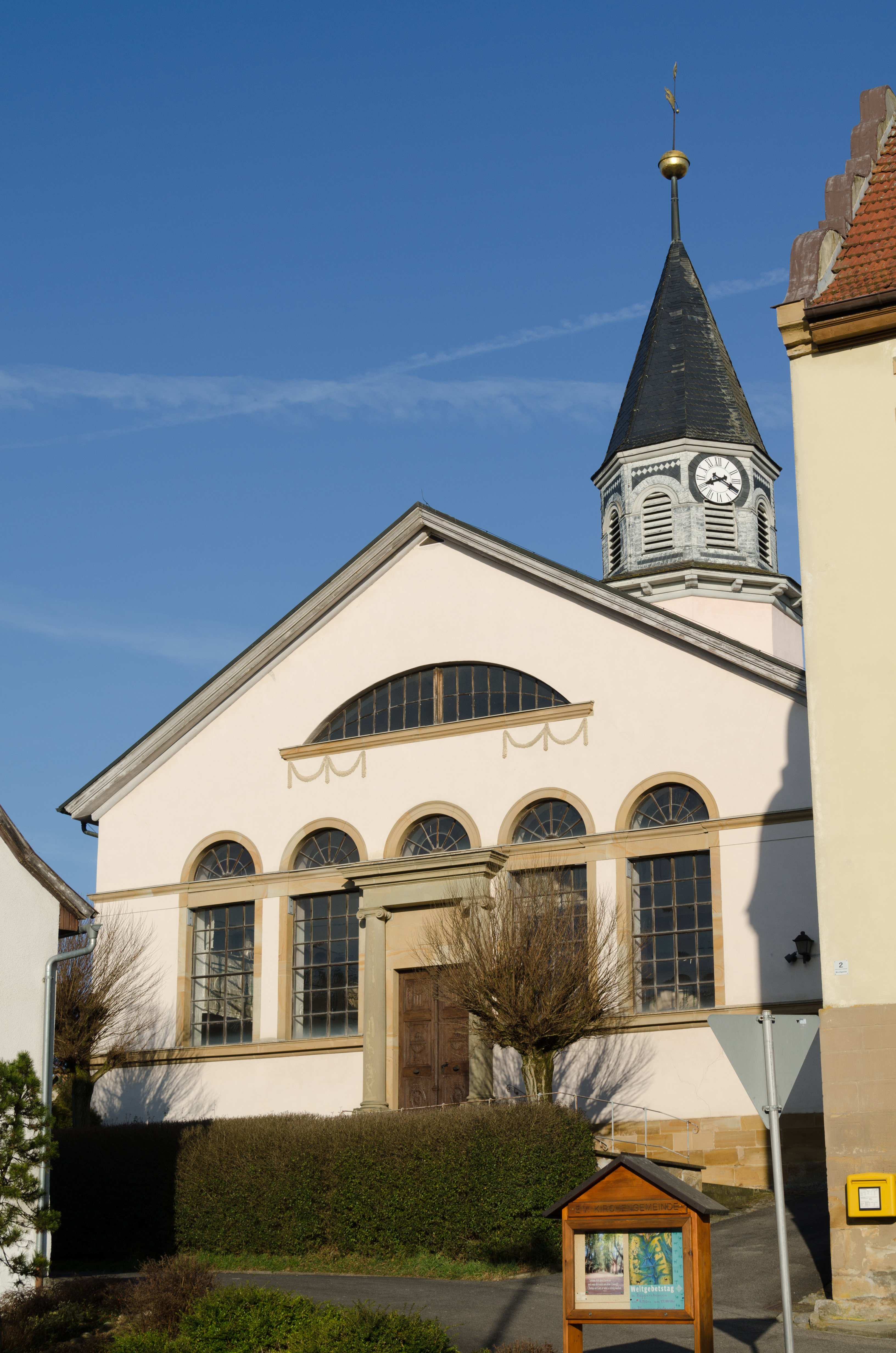
Evangelische Kirche (Gollmuthhausen)

Die evangelische Evangelische Kirche steht in Gollmuthhausen, einem Gemeindeteil von Höchheim im unterfränkischen Landkreis Rhön-Grabfeld in Bayern. Das denkmalgeschützte Bauwerk entstand im 19. Jahrhundert. Die Kirchengemeinde gehört zur Pfarrei Aubstadt im Evangelisch-Lutherischen Dekanat Bad Neustadt an der Saale im Kirchenkreis Ansbach-Würzburg der Evangelisch-Lutherischen Kirche in Bayern.

## Beschreibung
Die klassizistische Querkirche wurde 1819 an Stelle eines Vorgängerbaus von 1658 nach einem Entwurf von Bernhard Morell unter Einbeziehung des alten Kirchturms gebaut. Der ursprüngliche Zustand wurde bei der Restaurierung 1896 wieder hergestellt. Ihr achteckiger Kirchturm an der nordwestlichen Breitseite des mit einem flach geneigten Satteldach bedeckten Kirchenschiffs hat ein eingezogenes Geschoss, das die Turmuhr und den Glockenstuhl beherbergt, und einen achtseitigen, schiefergedeckten spitzen Helm. Das von zwei Säulen eingerahmte, und von jeweils zwei Bogenfenstern flankierte Portal an der Südostseite, wird über eine breite Freitreppe erreicht. Das mit zweigeschossigen Emporen ausgestattete Kirchenschiff ist mit einem hölzernen Tonnengewölbe überspannt. Zur Kirchenausstattung gehören eine Mensa, die schon im Vorgängerbau stand, die Kanzel und die Orgel, die über drei Ebenen in der Mittelachse des Kirchenschiffs angeordnet sind.